# UniCredit Bank República Checa y Eslovaquia
Oficialmente denominado UniCredit Bank Czech Republic and Slovakia a.s., es un banco filial del Grupo Unicredit con sede en Praga, capital de la República Checa. El banco es una filial de la italiana Unicredit, que posee un 99,96% de participación en su capital.

## Historia
UniCredit Bank Czech Republic and Slovakia a.s. fue fundado el 1 de diciembre de 2013 por UniCredit Bank Czech Republic a.s. absorbido por la empresa hermana UniCredit Bank Slovakia a.s. Por su parte, UniCredit Bank Czech Republic a.s. fue fundado el 1 de octubre de 2006, con la fusión de HVB Bank Czech Republic a.s. y Banca Živnostenská.
El dueño de la compañía HVB Bank Czech Republic era el banco alemán HypoVereinsbank (HVB), que se desgajó de su filial checa y la vendió en 2005 a Unicredit. El banco alemán HypoVereinsbank es a su vez subsidiario del Bank Austria (aka UniCredit Bank Austria), padre de la compañía UniCredit Bank Czech Republic and Slovakia hasta septiembre de 2016. En septiembre de 2016 UniCredit S.p.A., el último de los padres de la compañía, adquirió la totalidad de la división para Europa Central y Oriental de Bank Austria.